# Inimă de dragon 4
Inimă de dragon 4 sau Dragonheart 4 (titlu original: Dragonheart: Battle for the Heartfire) este un film american românesc  fantastic din 2017 regizat de Patrik Syversen. Rolurile principale au fost interpretate de actorii Patrick Stewart, Tom Rhys Harries, Jessamine-Bliss Bell, André Eriksen, Richard Cordery și Martin Hutson. Scenariul este scris de Matthew Feitshans, Este al doilea film  direct-pe-video prequel al filmului din 1996 Inimă de dragon (Dragonheart) și are loc aproximativ la șaptezeci de ani după evenimentele din Inimă de dragon 3: Blestemul vrăjitorului. Ca și predecesorul său, are loc cu mulți ani înainte de primul film. A fost lansat pe Netflix și DVD și Blu-ray pe 13 iunie 2017.

## Distribuție
- Patrick Stewart - Drago (voce)[2]
- Tom Rhys Harries - Edric
- Jessamine-Bliss Bell - Mehgan
- Tamzin Merchant - Queen Rhonu
- Turlough Convery - Walter
- André Eriksen - Thorgrim
- Richard Cordery - Earl Robert
- Martin Hutson - Osmund
- Delroy Brown - Councilor Marrakar
- Lewis Mackinnon - Player
- Marte Germaine Christensen - Sable
- Ørjan Gamst - Krokr
- Daniel Berge Halvorsen - Hakon
- Stig Frode Henriksen - Leiknarr

## Producție
Filmările au început la 12 aprilie 2016 la Castelul Corvinilor din Hunedoara, România.  

## Lansare și primire
A fost lansat direct pe video și a avut încasări de 0,74 milioane $.